# Antonino de Apamea
Antonino de Apamea (Aribazo, siglo IV - Apamea, siglo IV) fue un mártir cristiano, venerado por la Iglesia católica como santo y recordado el 2 de septiembre.

## Biografía
Originario de Aribazo en Siria, según la tradición fue cantero profesional. Se instaló en un lugar cerca de Apamea, una ciudad antigua en el río Orontes, reprendió a los paganos que adoraban a sus ídolos, rompiendo los ídolos, provocando así la ira de los paganos, que lo golpeaban. El obispo de Apamea le pidió que construyera una iglesia en honor de la Trinidad, pero después de comenzar el trabajo fue atacado por paganos que lo mataron cuando solo tenía veinte años.
El cuerpo de Antonino fue desmembrado y luego enterrado en una cueva en Apamea, el obispo de la ciudad hizo construir una basílica dedicada a él en la misma cueva, que luego fue destruida por Cosroes II emperador sasánida en el siglo VII; esta basílica ya era conocida en 518, mencionada en las actas de un Concilio de Siria.
Después de la muerte de Antonino, comienza la diáspora de sus reliquias que habrían sido llevadas a Festo en el Cantón de Saint-Antonin-Noble-Val en Francia, después de la destrucción de Apamea, que ocurrió en 540 por Cosroes I de Persia; de Noble-Val, algunas reliquias pasaron a Pamiers y otras se transfirieron a Palencia en España.
Con el tiempo, Pamiers comenzó a perder la memoria de San Antonino de Apamea, los habitantes de la ciudad lo transformaron en un santo local, descendiente del rey de los visigodos, que se convirtió en sacerdote, dedicado a la evangelización de Toulouse y otras ciudades y asesinado en Pamiers por sus propios conciudadanos; esta creencia llevó al mártir a ser también llamado San Antonino de Pamiers. También se le recuerda el 2 de septiembre.